# Артиллерийский переулок (Киев)
Артиллери́йский переу́лок — переулок в Шевченковском районе города Киева, местность Васильчики. Пролегает от Лагерной улицы до лесопарка.
Протяжённость 580 м.

## История
Переулок возник в 1950-е годы под названием Новый'. В 1950х переулок назывался «Хутор Васильчики». Нумерация домов отличалась от текущей. Так, например, дом 13 по Артиллерийскому переулку (современный адрес) значился как дом 5 Хутор Васильчики. Современное название — с 1958 года. Такое же название имел в XIX — в начале XX столетия переулок на Шулявке (пролегал между современными улицами Николая Коперника и Ростиславская).
В XIX столетии на месте переулка существовал хутор Васильчики, названый в честь Киевского генерал-губернатора И. И. Васильчикова, которому в 1859 году царь Александр II передал этот хутор в «вечное и наследственное владение». Позднее по завещанию княгини Катерины Васильчиковой владельцем хутора стал Киевский Свято-Троицкий (Ионовский) монастырь.

## Географические координаты
координаты начала 50°27′37″ с. ш. 30°25′36″ в. д.
координаты конца 50°27′34″ с. ш. 30°25′17″ в. д.

## Транспорт
- Троллейбусы 5, 7 (по проспекту Победы)
- Автобус 9 (по ул. Дегтярёвской)
- Маршрутные такси 189, 199, 228, 230, 417, 455, 465, 517, 518, 575 (по проспекту Победы);

417, 556, 566, 573 (по ул. Дегтярёвской)
- Трамваи 14, 15 (по ул. Лагерной)
- Станция метро «Берестейская»

## Почтовый индекс
03113